# 黑函情報戰
《黑函情報戰》（英語：The Recruit）是一部美國間諜冒險電視影集，由艾利西·霍利（Alexi Hawley）為Netflix創作，講述諾亞·森迪尼奧主演的中情局律師歐文·亨德立克（Owen Hendricks）因試圖處理一宗牽扯自家機構的密案而捲入國際衝突的險境之中。影集2022年12月16日在Netflix上線。2023年1月，影集獲得第二季的續訂。

## 劇情
剛加入中情局的律師歐文·亨德立克處理起局內收到的灰色信件，得知一名線人要求除罪，否則將進行威脅機構的爆料，這導致亨德立克的生活發生了天翻地覆的變化。當亨德立克與線人進行談判時，發現自己惹禍上身，捲入錯綜複雜的國際政治鬥爭中，且在試圖履行職責時冒著生命危險。

## 演員

### 主要
- 諾亞·森迪尼奧飾演歐文·亨德立克（Owen Hendricks）
- 蘿拉·哈德克飾演瑪可欣·麥拉傑（Max Meladze）
- 阿爾蒂·曼（英语：Aarti Mann）飾演薇歐蕾（Violet）
- 柯爾頓·鄧恩（英语：Colton Dunn）飾演雷斯特（Lester）
- 費佛爾·史都華（英语：Fivel Stewart）飾演漢娜（Hannah）
- 丹尼爾·昆西·安諾（Daniel Quincy Annoh）飾演泰倫斯（Terence）
- 克里斯蒂安·布魯恩（英语：Kristian Bruun）飾演耶納斯·費伯（Janus Ferber）
- 邦迪·寇提斯-侯（英语：Vondie Curtis-Hall）飾演華特·奈蘭（Walter Nyland）

### 常駐
- 安吉爾·派克（英语：Angel Parker）飾演黛溫（Dawn）
- 維克多·安德烈·特雷·邱瓊（英语：Victor Andrés Trelles Turgeon）飾演塔科（Talco）
- 文峰飾演桑德（Xander）
- 凱拉·贊德（Kaylah Zander）飾演艾蜜莉亞（Amelia）

## 劇集

### 影集概覽
| 季數 | 集数 | 集数 | 上線日期       | 上線日期       |
| ---- | ---- | ---- | -------------- | -------------- |
| 1    | 8    | 8    | 2022年12月16日 | 2022年12月16日 |
| 2    | 6    | 6    | 2025年1月30日  | 2025年1月30日  |

### 第一季 （2022年）
| 總集數 | 集數 （季） | 標題                        | 導演                   | 編劇                           | 首播日期       |
| ------ | ----------- | --------------------------- | ---------------------- | ------------------------------ | -------------- |
| 1      | 1           | 我是律師不是間諜            | 道格·李曼              | 艾利西·霍利（Alexi Hawley）                | 2022年12月16日 |
| 2      | 2           | 不能讓人看出你弱            | 道格·李曼              | 艾利西·霍利                    | 2022年12月16日 |
| 3      | 3           | 你根本不知道自己在做什麼    | 亞歷克斯·卡利米諾斯    | 艾利西·霍利＆喬治·V·加尼姆（George V. Ghanem） | 2022年12月16日 |
| 4      | 4           | 只要你學安德森·古柏那樣做   | 亞歷克斯·卡利米諾斯    | 阿米莉亞·羅柏（Amelia Roper）              | 2022年12月16日 |
| 5      | 5           | 聽來是你的問題              | 伊曼紐爾·奧西-庫福（Emmanuel Osei-Kuffour） | 哈迪·尼古拉斯·迪布（Hadi Nicholas Deeb）         | 2022年12月16日 |
| 6      | 6           | 緊攥拳頭放鬆牙關            | 伊曼紐爾·奧西-庫福     | 尼可·R·利維（Niceole R. Levy）                | 2022年12月16日 |
| 7      | 7           | 第一次間諜色誘              | 朱利安·福爾摩斯（Julian Holmes）    | 瑪雅·戈德史密斯（Maya Goldsmith）            | 2022年12月16日 |
| 8      | 8           | 歐文·亨德立克究竟是何方神聖 | 朱利安·福爾摩斯        | 艾利西·霍利                    | 2022年12月16日 |

### 第二季 （2025年）
| 總集數 | 集數 （季） | 標題                   | 導演                | 編劇                                   | 首播日期      |
| ------ | ----------- | ---------------------- | ------------------- | -------------------------------------- | ------------- |
| 9      | 1           | 你不是英雄是律師       | 朱利安·福爾摩斯（Julian Holmes） | 艾利西·霍利（Alexi Hawley）                        | 2025年1月30日 |
| 10     | 2           | 你真的是效率守門員     | 虞琳敏              | 布萊恩·奧（Bryan Oh）                          | 2025年1月30日 |
| 11     | 3           | 要做掉律師有多難       | 維特·阮（Viet Nguyen）         | 哈迪·尼可拉斯·迪布（Hadi Nicholas Deeb）                 | 2025年1月30日 |
| 12     | 4           | 然後奈蘭會把你五馬分屍 | 約翰·海姆斯         | 蘇·鍾（Sue Chung）                              | 2025年1月30日 |
| 13     | 5           | 我們還在處理程式問題   | 朱利安·福爾摩斯     | 瑪雅·戈德史密斯（Maya Goldsmith）＆娜達·黛娃班娜（Neda Davarpanah） | 2025年1月30日 |
| 14     | 6           | 我才不想要沒人性       | 艾利西·霍利         | 艾利西·霍利                            | 2025年1月30日 |

## 發行
《黑函情報戰》2022年12月16日在Netflix全球首播。

### 宣傳
影集2022年9月24日在Netflix Tudum全球活動期間登上YouTube宣傳。包括官方標題和上線日期等資訊在官方網站上公開。首支預告片2022年11月16日在YouTube上發表。

## 外部連結
- 互联网电影数据库（IMDb）上《黑函情報戰》的资料（英文）
- 在Netflix上觀看《黑函情報戰》